# عماد فارس
عماد فارس (مواليد 1961) هو درزي إسرائيلي وعميد سابق في قوات الدفاع الإسرائيلية. نال شهرة كقائد لواء جفعاتي (مشاة) من عام 2001 إلى عام 2003.
وكان فارس قائد الفرقة 91، وهي فرقة إقليمية في القيادة الشمالية لجيش الدفاع الإسرائيلي، مسؤولة عن الجبهة مع لبنان، من روش هنكرا إلى جبل الشيخ. في 10 أغسطس 2009، استقال من منصبه وأعلن اعتزاله الخدمة، بعد أن تبين أنه كذب بشأن الظروف المحيطة بحادث سيارة شاركت فيه زوجته وهي تقود سيارته العسكرية.